# サン・ミゲル・デ・トゥクマン
サン・ミゲル・デ・トゥクマン（San Miguel de Tucumán）は、アルゼンチン北部の都市。一般的にトゥクマンと称する。トゥクマン州の州都。

## 概要

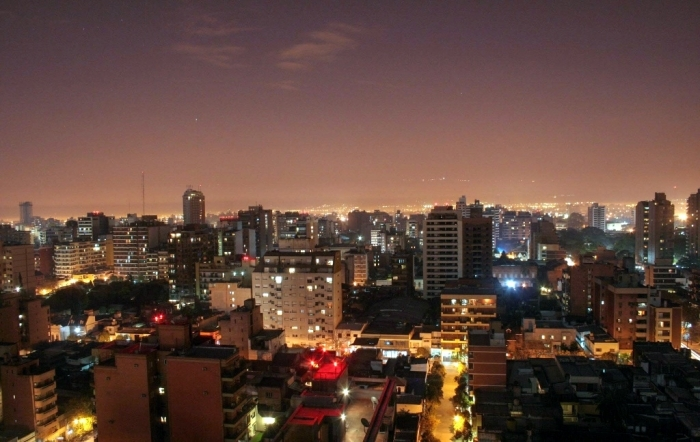
トゥクマンのスカイライン

都市圏人口は約80万人でアルゼンチン第5の都市である。トゥクマン大学などの高等教育機関が立地している。古くはアルゼンチン独立戦争の拠点となり、スペインからの独立が宣言された町である。
日本では、アニメ『母をたずねて三千里』で、主人公のマルコが、最後に母親とめぐり合う町として有名である。

## 地理

### 気候
温暖な気候で、アンデス山脈からの灌漑用水を利用したサトウキビ生産の拠点であり、同国の砂糖の7割を産出する。鉄道・道路の要地であり、繊維や電子機器といった工業生産も行われている。アルゼンチン北部の要所の一つである。近隣の都市としては、約200キロ南西の州都カタマルカ、160キロ南東の州都サンティアゴ・デル・エステロなどが挙げられる。

## 歴史

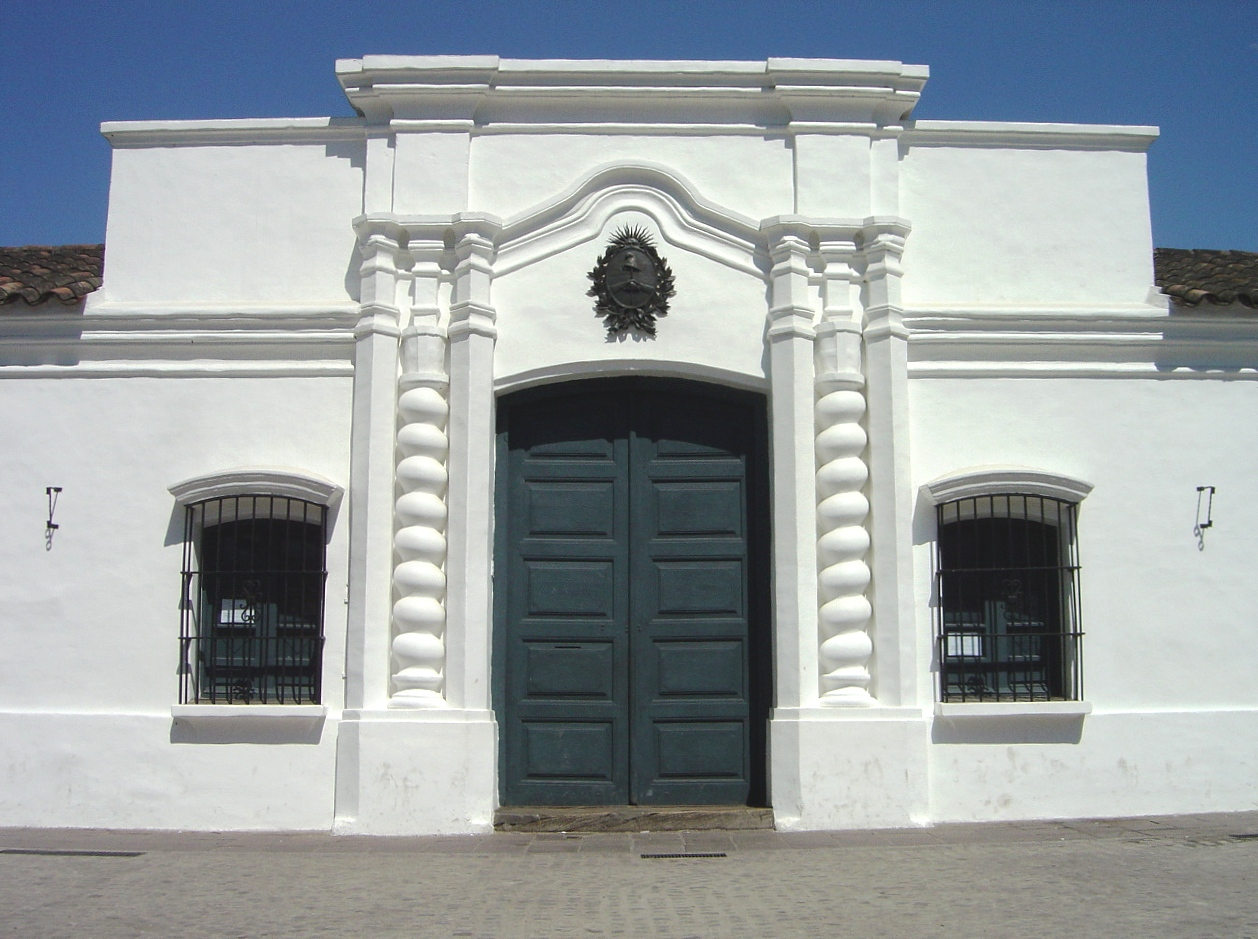
独立が宣言された議会

- 1562年、スペイン人コンキスタドールのディエゴ・デ・ビジャロエル (Diego de Villarroel) がペルーからの遠征時に町を創設した。
- 1685年に町は現在の場所に移された。
- 独立運動の時期において、トゥクマンは国民議会が開催された地であった。
- 1816年7月9日には、リオ・デ・ラ・プラタ連合州の独立が宣言された。

## 対外関係

### 姉妹都市･提携都市
- ニューオリンズ（アメリカ合衆国 ルイジアナ州）

## 出身･関連著名人
- シーザー・ペリ（建築家）
- メルセデス・パス（テニス選手）
- メルセデス・ソーサ（ミュージシャン）
- ロラ・モラ（彫刻家）